# Michel Kempinski
Michel Kempinski est né le 19 novembre 1959. Il est diplômé de l'ESC Lille en 1982 et effectue son service militaire au sein du SIRPA (service d'information et de relations publiques des Armées au ministère de la Défense), avant de commencer sa carrière en 1983 dans la presse comme journaliste financier, puis rédacteur en chef.

## Biographie
En 1993, il quitte momentanément la presse pour rejoindre le cabinet d'Alain Madelin, ministre des entreprises, du développement économique, du commerce et de l'artisanat comme conseiller technique.
De retour dans la presse l'année suivante, il prend la direction de la rédaction du Journal des Finances, qui est filiale à 100% de Fimalac (holding de Marc Ladreit de Lacharrière) avant d'en devenir le directeur général délégué, puis le président-directeur général. À la suite de l'arrivée en 1998 de la famille Dassault aux commandes, parallèlement à ses fonctions, il préside le directoire du groupe Valmonde, pôle presse du groupe Dassault jusqu'à sa cession en 2006.
En octobre 2006, il rejoint Plastic Omnium en tant que directeur général adjoint de la division environnement. Cette division de la Compagnie Plastic Omnium est spécialisée dans la fabrication  de matériel de précollecte des déchets (bacs roulants, conteneurs enterrés et semi-enterrés, colonnes aériennes, corbeilles de rue...) ainsi que le service autour de ces équipements pour le compte de ses clients (majoritairement les collectivités locales). Le 1er juillet 2007, il devient directeur général de la division environnement et membre du comité de direction de la Compagnie Plastic Omnium (devenue OP Mobility).
Il conclut la même année l'acquisition du concurrent allemand Sulo Environmental Technology AG auprès de Veolia, ce qui fait de Plastic Omnium Environnement le leader européen dans son activité des contenants à déchets. 
En 2018, il participe avec le management au LBO emmené par Latour Capital pour la reprise auprès de la famille Burelle de la société PO Environnement, rebaptisée SULO Group, dont il est le président opérationnel jusqu'en 2023. Leader européen et mondial dans son activité, Sulo Group réalise un chiffre d'affaires de l'ordre de 650 millions d'euros.
Outre son poste d'administrateur de Sulo, il devient directeur-associé de Mergeo en 2024 et administrateur de la société Hubency.